# Torneo Europeo di Qualificazione Olimpica FIBA 1968
Il torneo Torneo Europeo di Qualificazione Olimpica FIBA 1968 si disputò a Ginevra dal 25 maggio al 3 giugno 1968, e vide la qualificazione ai Giochi della XIX Olimpiade di due squadre: Jugoslavia e Bulgaria.

## Classifica finale
| Pos | Squadra        |
| --- | -------------- |
| 1.  | Jugoslavia     |
| 2.  | Bulgaria       |
| 3.  | Polonia        |
| 4.  | Cecoslovacchia |
| 5.  | Francia        |
| 6.  | Germania Est   |
| 7.  | Austria        |
| 8.  | Svezia         |
| 9.  | Finlandia      |
| 10. | Israele        |
| 11. | Grecia         |
| 12. | Paesi Bassi    |
| 13. | Germania Ovest |
| 14. | Gran Bretagna  |

1. ↑  La Polonia si qualifica al Torneo Pre-Olimpico FIBA 1968